# Edward Kańczucki
Edward Kańczucki (ur. 13 października 1882 w Czerniowcach, zm. wiosną 1940 w Charkowie) – pułkownik piechoty Wojska Polskiego, ofiara zbrodni katyńskiej.

## Życiorys
Urodził się 13 października 1882 w Czerniowcach, w ówczesnym Księstwie Bukowiny, w rodzinie Alojzego i Heleny ze Streckenbachów. W 1897 ukończył naukę w Szkole Realnej w Krakowie. Pełnił zawodową służbę wojskową w cesarskiej i królewskiej armii. Od 1901 pełnił służbę w Czeskim pułku piechoty nr 11 w Pradze. W 1910 został przeniesiony do Galicyjskiego pułku piechoty nr 15 we Lwowie. W latach 1912–1913 wziął udział w mobilizacji sił zbrojnych Monarchii Austro-Węgierskiej, wprowadzonej w związku z wojną na Bałkanach. W 1917 jego oddziałem macierzystym był nadal pułk piechoty nr 15. W czasie służby w c. i k. armii awansował na kolejne stopnie w korpusie oficerów piechoty: kadeta (1 września 1901), podporucznika (1 listopada 1902), porucznika (1 maja 1909) i kapitana (1 sierpnia 1914).
W Wojsku Polskim dowodził 2 pułkiem Strzelców Podhalańskich. W 1920 pełnił służbę w Dowództwie Okręgu Generalnego „Kraków” w Krakowie. Na tym stanowisku 11 czerwca 1920 został zatwierdzony w stopniu podpułkownika piechoty ze starszeństwem z dniem 1 kwietnia 1920, w grupie „byłej armii austro-węgierskiej”. 12 grudnia 1920 przemawiał podczas uroczystego powitania 2 psp w Sanoku. W 1921 objął dowództwo 39 pułku piechoty Strzelców Lwowskich w Jarosławiu. 3 maja 1922 został zweryfikowany w stopniu pułkownika ze starszeństwem z dniem 1 czerwca 1919 i 110. lokatą w korpusie oficerów piechoty. 31 marca 1927 został zwolniony ze stanowiska dowódcy pułku i przeniesiony do Powiatowej Komendy Uzupełnień Kalisz „celem odbycia praktyki poborowej”. Jesienią 1927 został wyznaczony na stanowisko komendanta Powiatowej Komendy Uzupełnień Konin. W marcu 1929 został inspektorem poborowym w Dowództwie Okręgu Korpusu Nr II w Lublinie. Z dniem 31 października 1930 został przeniesiony w stan spoczynku. W 1934 pozostawał na ewidencji Powiatowej Komendy Uzupełnień Żywiec. Posiadał przydział mobilizacyjny do Oficerskiej Kadry Okręgowej Nr V. Był wówczas „przewidziany do użycia w czasie wojny”.
W czasie kampanii wrześniowej 1939 walczył w obronie Lwowa, dowodząc wschodnim odcinkiem obrony miasta. Po kapitulacji Lwowa przed Armią Czerwoną dostał się do niewoli sowieckiej. Przebywał w obozie w Starobielsku. Wiosną 1940 został zamordowany przez funkcjonariuszy NKWD w Charkowie i pogrzebany w Piatichatkach, gdzie od 17 czerwca 2000 mieści się oficjalnie Cmentarz Ofiar Totalitaryzmu w Charkowie.
Postanowieniem nr 112-48-07 Prezydenta RP Lecha Kaczyńskiego z 5 października 2007 został awansowany pośmiertnie do stopnia generała brygady. Awans został ogłoszony 9 listopada 2007 w Warszawie, w trakcie uroczystości „Katyń Pamiętamy – Uczcijmy Pamięć Bohaterów”.
W ramach akcji „Katyń... pamiętamy” / „Katyń... Ocalić od zapomnienia”, Edward Kańczucki został uhonorowany poprzez zasadzenie Dęba Pamięci przy Szkole Podstawowej w Starych Komaszycach.

## Ordery i odznaczenia
- Krzyż Walecznych
- Złoty Krzyż Zasługi (18 stycznia 1926)[27][28]
- Medal Pamiątkowy za Wojnę 1918–1921
- Medal Dziesięciolecia Odzyskanej Niepodległości
- Order Korony Żelaznej 3 klasy z dekoracją wojenną i mieczami (Austro-Węgry)[29]
- Krzyż Zasługi Wojskowej 3 klasy z dekoracją wojenną i mieczami (Austro-Węgry)[29]
- Srebrny Medal Zasługi Wojskowej z mieczami na wstążce Krzyża Zasługi Wojskowej (Austro-Węgry)[29]
- Krzyż Wojskowy Karola (Austro-Węgry)[29]
- Krzyż Jubileuszowy Wojskowy (Austro-Węgry)[29]
- Krzyż Pamiątkowy Mobilizacji 1912–1913 (Austro-Węgry)[29]